# Kalabari (Sprache)
Kalabari ist eine ijoide Sprache des Kalabari-Volkes und eine der Sprachen Nigerias.
Es gehört zur Gruppe der ijo-Sprachen und ist daher verwandt mit Kirike und Ibani, welche im Jahre 1989 zusammen 600.000 Sprecher hatten. 